# Łukasz Kaczmarek (żużlowiec)

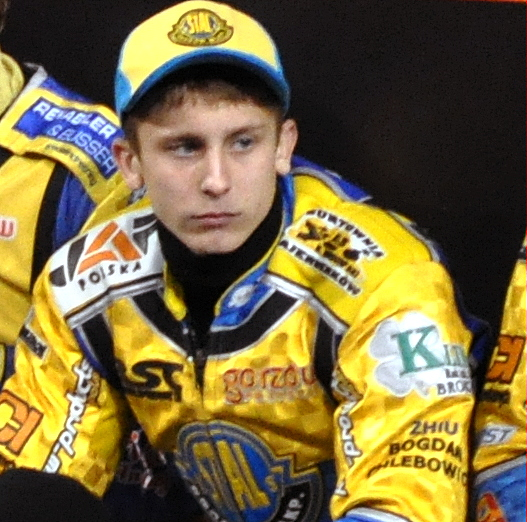

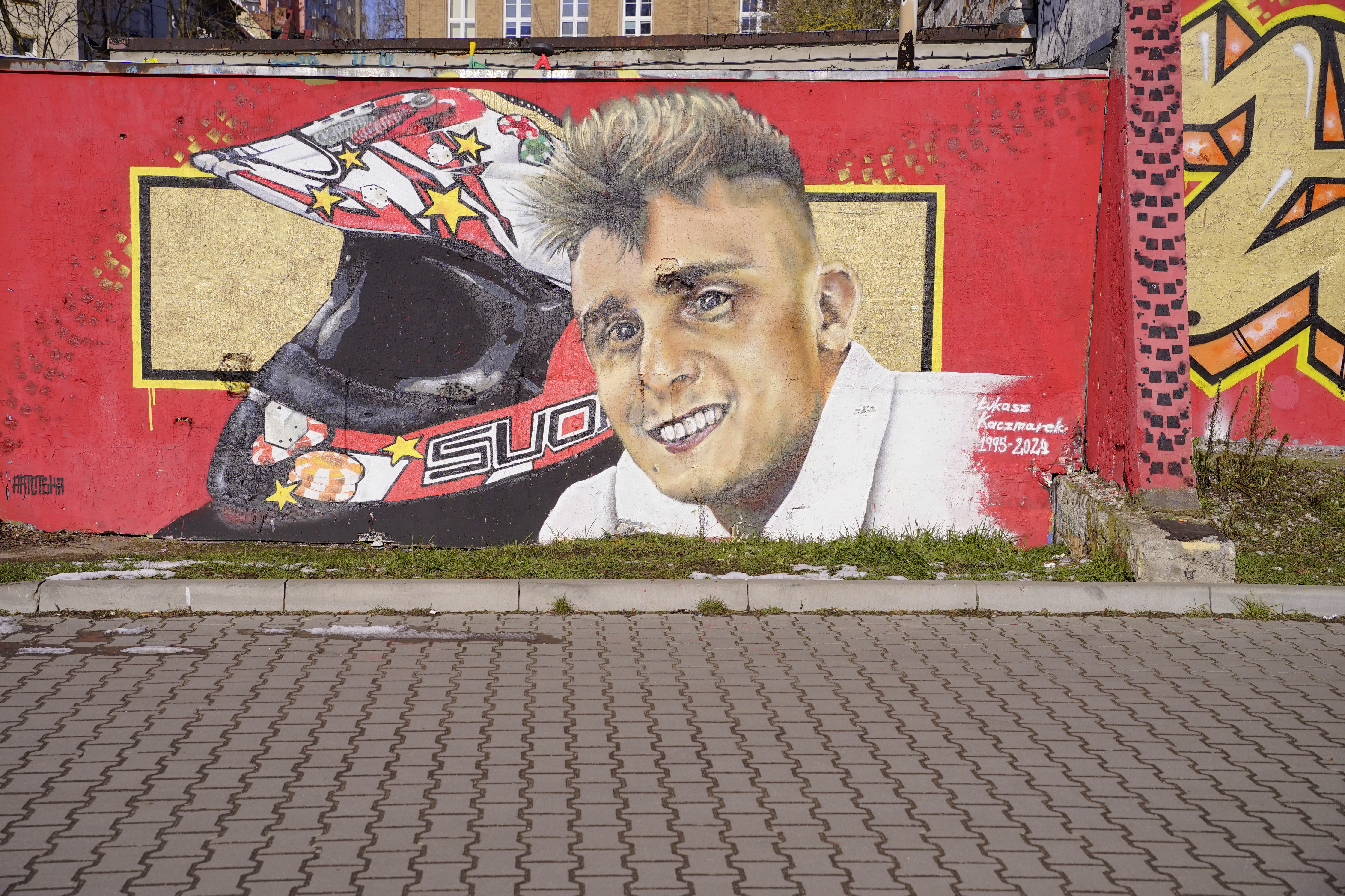
Upamiętniający mural przy ul. Żytkowskiego w Gorzowie Wlkp.

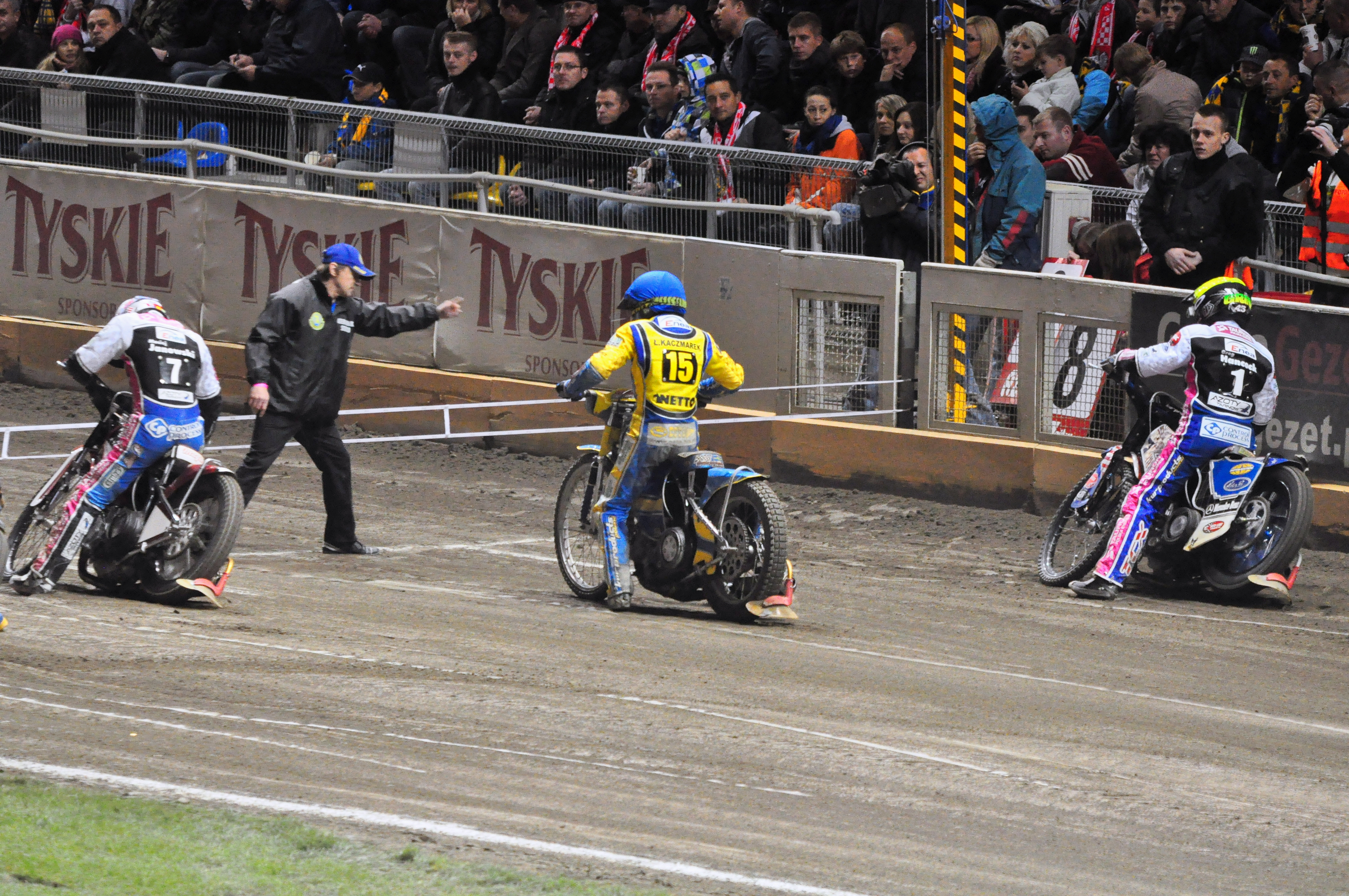
Na linii startu z nr 15 podczas meczu z Unią Tarnów (Gorzów Wlkp.2012)

Łukasz Kaczmarek (ur. 9 lipca 1995 w Gorzowie Wielkopolskim  zm. 26 kwietnia 2024 w Deszcznie) – polski żużlowiec.
Wychowanek Stali Gorzów Wielkopolski. Zadebiutował 9 września 2012 roku w meczu wyjazdowym z Stelmetem Falubazem Zielona Góra. Z drużyną Stali zdobył srebrny medal drużynowych mistrzostw Polski (2012). W sezonie 2013 wraz z Zmarzlikiem, Cyferem i Cyranem zdobył złoty medal młodzieżowych drużynowych mistrzostw Polski oraz srebrny medal Ligi Juniorów.
W 2013 jeździł na zasadzie tzw. gościa w II lidze reprezentując barwy Polonii Piła.
Zginął 26 kwietnia 2024 roku w wypadku we wsi Deszczno, dachując pojazdem typu buggy na polnej drodze.

## Starty w Grand Prix (Indywidualnych Mistrzostwach Świata na żużlu)

### Punkty w poszczególnych zawodachGrand Prix
| Sezon 2014                   |                       |                        |                  |                      |                      |                                |                     |                                 |                       |                            |                   |         |         |         |         |         |         |         |         |         |         |         |         |         |         |        |        |        |        |        |        |        |        |        |        |        |        |        |        |
| GP Nowej Zelandii – Auckland | GP Europy – Bydgoszcz | GP Finlandii – Tampere | GP Czech – Praga | GP Szwecji – Målilla | GP Danii – Kopenhaga | GP Wielkiej Brytanii – Cardiff | GP Łotwy – Dyneburg | GP Polski – Gorzów Wielkopolski | GP Nordyckie – Vojens | GP Skandynawii – Sztokholm | GP Polski – Toruń | miejsce | miejsce | miejsce | miejsce | miejsce | miejsce | miejsce | miejsce | miejsce | miejsce | miejsce | miejsce | miejsce | miejsce | punkty | punkty | punkty | punkty | punkty | punkty | punkty | punkty | punkty | punkty | punkty | punkty | punkty | punkty |
| –                            | –                     | –                      | –                | –                    | –                    | –                              | –                   | 2                               | –                     | –                          | –                 | 30      | 30      | 30      | 30      | 30      | 30      | 30      | 30      | 30      | 30      | 30      | 30      | 30      | 30      | 2      | 2      | 2      | 2      | 2      | 2      | 2      | 2      | 2      | 2      | 2      | 2      | 2      | 2      |

| Statystyki        | Statystyki |
| ----------------- | ---------- |
| Starty            | 1          |
| Zwycięstwa        | 0          |
| Miejsca na podium | 0          |
| Finalista         | 0          |
| Punkty            | 2          |